# Зузана Шебова
Зузана Шебова (словац. Zuzana Šebová, 1 квітня 1982 року, Ж'ярі-над-Гроном, Чехословаччина) — словацька акторка.

## Життєпис
Відвідувала Братиславську дитячу школу мюзиклу, згодом вступила до Братиславської консерваторії.
Працює в театрах: ГУнаГУ, Студія L+S, Elledanse, а також у Трнавському театрі. Популярність їй принесла роль Інчі у словацькому телесеріалі «Панельний будинок». Також бере участь у розважальних передачах «Алло» (словац. Haló) і «Сервант» (словац. Kredenc). У 2008 році знялася в сіткомі «Нормальна сім'я». Також є акторкою дубляжу.
Цивільний чоловік — актор і комік Міхал Кубовчик.
У 2015 і 2016 роках отримала приз глядацьких симпатій ОТО в категорії «акторка».

## Фільмографія
- 2008 — Панельний будинок» (телесеріал)
- 2009 — «Засуджені» (ТБ-серіал)
- 2009 — «Іменем закону» (телесеріал)
- 2010 — «Скандали» (телесеріал)
- 2012 — «Тигри в місті»
- 2012 — «Доктор Досконалість» (телесеріал)
- 2013 — «Театро» (студентський фільм)
- 2014 — «Словаччина 2.0»
- 2014 – Сервант» (телесеріал)
- 2014 — «Захисники» (телесеріал)
- 2015 — «Агава»
- 2015 — «Войтех»
- 2015 — «Горна-Долна» (телесеріал)
- 2016 — «Cuky Luky Film»
- 2016 — «Зоопарк» (телесеріал)

## Театральні постановки
- 2014 — «Повернулася вона якось вночі» (театральна постановка)
- 2015 — «Зворотній бік Місяця» (театральна постановка)

## Зовнішні посилання
- Zuzana Šebová[недоступне посилання з липня 2019] в Česko-Slovenskej filmovej databáze (словац.)
- Zuzana Sebová на сайті IMDb (англ.) (англ.)
- Zuzana Šebová [Архівовано 30 червня 2016 у Wayback Machine.] на FDb.cz (чеськ.)